# Gomti
Die Gomti (Hindi गोमती; auch Gumti oder Gomati) ist ein ca. 900 km (die verfügbaren Angaben reichen von 805 bis 940 km) langer nördlicher Nebenfluss des Ganges im nordindischen Bundesstaat Uttar Pradesh. Gemäß dem Bhagavatapurana ist die Gomti ein heiliger Fluss.

## Verlauf
Die Gomti entspringt beim Ort Fateepur Kalan im Distrikt Pilibhit im Norden Uttar Pradeshs; sie fließt zumeist in südöstlicher Richtung durch die Gangesebene und mündet südlich von Saidpur im Distrikt Ghazipur in den Ganges.

## Orte am Fluss
Am Ufer der Gomti liegen die Millionenstädte Lakhnau und Jaunpur.

## Umweltverschmutzung
Durch zahlreiche Industriebetriebe und Gerbereien im Einzugsgebiet des Flusses ist die Gomti stark verschmutzt; der Bau von Reinigungsstufen hat bislang nur zu erneuten Problemen geführt.